# Quartett (Francesconi)
Quartett és una òpera del compositor italià Luca Francesconi, estrenada al Teatre alla Scala de Milà el 2011. A Catalunya es va estrenar el 22 de febrer de 2017 al Gran Teatre del Liceu.
Es tracta de la vuitena obra per a escena de Francesconi, i és un encàrrec conjunt del Teatro alla Scala, el Wiener Festwochen i l'IRCAM. Està basada en l'obra Quartett del dramaturg alemany Heiner Müller, que al seu torn és una reescriptura de la novel·la Les relacions perilloses de Choderlos de Laclos. Si bé el títol és en alemany, com en l'obra de Müller, Francesconi ha elaborat el llibret en anglès a partir del text original: "Because the English language, even in its most beautiful and elegant form, is by now a kind of Esperanto. And because it is the language that best fits in with the syncretisms of European music, jazz, folk, popular music and electronics that have long been present in my scores".
L'òpera té un sol acte i es divideix en tretze escenes, i té una durada total d'una hora i vint minuts. En escena només hi ha dos personatges, acompanyants per una orquestra reduïda, les gravacions d'una orquestra gran i dels cors (enregistrats a la Scala de Milà), i efectes electrònics produïts per Serge Lemouton, de l'Ircam (sons en viu i pregravats).
Des de la l'estrena se n'han fet més de 45 representacions en tres produccions diferents i en concert.